# Christoph Alster
Christoph Alster (Egg, 19 febbraio 1980) è un allenatore di sci alpino ed ex sciatore alpino austriaco specializzato nelle prove veloci, che gareggiò prevalentemente in Coppa Europa.

## Biografia

### Carriera sciistica
Christoph Alster è figlio di Günter, a sua volta sciatore alpino; attivo in gare FIS dal dicembre del 1995, esordì in Coppa Europa il 9 gennaio 1998 in occasione dello slalom speciale di Donnersbachwald, che non completò, e conquistò il primo successo della carriera ai Mondiali juniores di Pra Loup 1999 vincendo la medaglia d'oro nello slalom gigante. Nella medesima specialità ottenne il suo primo podio in Coppa Europa, il 14 febbraio 2001 a Ravascletto (3º), mentre il 7 dicembre 2001 fece il suo esordio in Coppa del Mondo nel supergigante dei Val-d'Isère, che non portò a termine. Il 26 gennaio successivo raccolse i primi punti nel circuito con il 27º posto nel supergigante di Garmisch-Partenkirchen.
In carriera conquistò sette vittorie in Coppa Europa, dalla prima nella discesa libera di Sella Nevea del 19 gennaio 2006 all'ultima nel supergigante di Les Orres del 15 marzo 2008. Il 23 gennaio 2009 colse a Kitzbühel in supergigante il suo miglior piazzamento in Coppa del Mondo, il 21º posto; disputò la sua ultima gara nel circuito il 7 marzo successivo a Lillehammer Kvitfjell, piazzandosi 40º in discesa libera, e l'ultima gara in carriera il 23 marzo dello stesso anno, il supergigante di Saalbach-Hinterglemm valido per i Campionati austriaci 2009. In carriera non prese parte né a rassegne olimpiche né iridate.

### Carriera da allenatore
Dopo il ritiro è divenuto allenatore nei quadri della Federazione sciistica dell'Austria, dalla stagione 2023-2024 responsabile delle velociste della nazionale austriaca.

## Palmarès

### Mondiali juniores
- 1 medaglia:
  - 1 oro (slalom gigante a Pra Loup 1999)

### Festival olimpico della gioventù europea
- 1 medaglia[2]:
  - 1 bronzo (slalom speciale a Sundsvall 1997)

### Coppa del Mondo
- Miglior piazzamento in classifica generale: 131º nel 2009

### Coppa Europa
- Miglior piazzamento in classifica generale: 4º nel 2008
- 12 podi:
  - 7 vittorie
  - 3 secondi posti
  - 2 terzi posti

#### Coppa Europa - vittorie
| Data             | Località              | Paese   | Specialità |
| ---------------- | --------------------- | ------- | ---------- |
| 19 gennaio 2006  | Sella Nevea           | Italia  | DH         |
| 20 gennaio 2006  | Sella Nevea           | Italia  | SG         |
| 15 marzo 2006    | Altenmarkt-Zauchensee | Austria | SG         |
| 1º febbraio 2007 | Tignes                | Francia | SG         |
| 14 febbraio 2007 | Sella Nevea           | Italia  | SG         |
| 14 marzo 2008    | Les Orres             | Francia | DH         |
| 15 marzo 2008    | Les Orres             | Francia | SG         |

Legenda:

DH = discesa libera

SG = supergigante

### Campionati austriaci
- 2 medaglie[2]:
  - 2 ori (slalom gigante nel 2001; supergigante nel 2007)

### Campionati austriaci juniores
- 3 medaglie[2]:
  - 1 oro (combinata nel 1997)
  - 2 argenti (slalom gigante, slalom speciale nel 1997)